# Ítaca, la lluita per alliberar Julian Assange
Ítaca, la lluita per alliberar Julian Assange (originalment en anglès, Ithaka) és una pel·lícula documental australiana del 2021, que mostra l'empresonament del fundador de WikiLeaks, Julian Assange, a través de l'experiència de la seva dona Stella Moris i el seu pare John Shipton. Es va estrenar al Festival de Cinema de Sydney el 7 de novembre de 2021. S'ha doblat al català pel programa Sense ficció de TV3.
La pel·lícula va guanyar el premi al millor documental al Festival de Cinema Capricorn i el Premi del Públic al Festival de Cinema de Drets Humans de Berlín. Va rebre crítiques generalment positives per part de la premsa britànica i australiana i té una puntuació del 100% a Rotten Tomatoes.